# 元脩義
元脩義（5世紀—525年），名壽安，字修义，河南郡洛阳县（今河南省洛阳市东）人，追尊魏景穆帝拓跋晃之孙，使持节、侍中、征西大将军、领护西戎校尉、仪同三司、涼州镇都大将、汝阴灵王拓跋天赐第五子，北魏宗室、官员，封始平县公。

## 生平
元修义阅读书籍，很有文采，为魏孝文帝元宏所赏识。虚龄十七岁时，元修义以宗室的身份从通直散骑常侍为起家官，很快转任扬州刺史任城王元澄的开府司马，回朝出任司空府长史，补任散骑常侍，代理相州刺史，又出任持节、督齐州诸军事、左将军、齐州刺史。元修义因为齐州刺史屡次死在任内，多次上疏一再推辞。皇帝诏令：“长短有天命，吉凶由人事，何必过于忧虑畏惧，违背保卫国家的寄托？避凶而趋吉，也经常有这种事，可准许另建馆舍屋宇。”于是齐州的治所迁移到东城。元修义施政宽容和顺爱惜百姓，在齐州四年不杀一人，百姓因此追思他。之后元修义转任使持节、都督秦州诸军事、右将军、秦州刺史。魏孝明帝元诩初年，元修义上奏陈述庶人元禧、元愉等人，请求宽恕他们之前的罪过，恩赐葬在皇家陵园。灵太后诏令说：“收葬的恩赐，事情出于皇帝的旨意，刺史哪能超越权限干预陈述？”元修义之后在秦州与镇远将军赵叔隆齐心搜刮民财，收受了非常多的贿赂。
之后朝廷加元修义平西将军，征召回朝担任太常卿。元修义又升任安南将军、都官尚书，转任殿中尚书，升任镇东将军、吏部尚书，军号转为卫大将军，加散骑常侍。等到元修义在吏部掌管官吏的任免，专心受贿，授予官职的大小都有固定价钱。当时中散大夫高居得到旨意优先任用，正好上党郡有空缺的官职，高居于是请求。元修义私下已经许诺给别人，抑制高居不给他。高居大声议论没有礼节，元修义命令左右牵住他。高居对着众人大声呼喊有贼。人们问高居说：“白天在公堂上，怎么会有贼？”高居指着元修义说：“这个座位上的人，违反天子英明的诏示，财物多的得到官位，就好像在京城白日打劫，这不是大贼吗？”元修义脸色大变。高居边走边骂而出，之后还想要拦截皇帝的车辆论述元修义的罪状，左仆射萧宝夤开导高居，他才停止。
正光五年（523年）五月，魏孝明帝在显阳殿引见丞相、尚书令、尚书仆射、侍中和黄门侍郎，询问说：“朕近来以北镇镇民作乱，派遣都督临淮王元彧去平乱。军队前往五原，前锋失利，两名将领战死，士兵挫败。而且武川镇背叛，再度沦陷于贼人。恐怕贼人阵势逐渐发展，将要逼近恒州和朔州。金陵又在该处，我时时刻刻担忧惶恐。各位应该陈述良策，以安慰朕心。”元修义说：“强大的贼寇横行，必须要讨伐。臣认为需要派遣重臣，镇守恒州和朔州，指挥军队，防守金陵。”最终魏孝明帝派遣李崇担任北讨大都督。
正光五年（524年）六月，秦州和东秦州发生反叛。七月甲寅（524年8月20日），魏孝明帝诏令元修义出任使持节、开府、署理骠骑大将军、兼任尚书右仆射、代理秦州刺史，本官如故，又担任西道行台，前往关中指挥各路军队讨伐莫折念生。元修义喜好饮酒，每次喝酒都要连着喝几天，于是患上中风，神志不清，虽然到了长安，竟然一点作用都没发挥。元志战败身亡后，反叛军向东到达黑水。九月，朝廷派遣尚书左仆射齐王萧宝夤出任西道行台、大都督，统帅各路将领讨伐莫折念生，以元修义出任使持节、散骑常侍。都督雍州诸军事、卫大将军、开府、雍州刺史。十一月，关中的蜀族贼寇张映龙、姜神达知道雍州城内空虚，谋划进攻雍州，元修义害怕，请求支援，一天一夜发出九通求援书。都督李叔仁迟疑不前，兼任侍中杨昱说：“长安是关中的基本，如今大军驻扎在泾州和豳州，与贼人相持，如果长安失守，大军自然瓦散，留在这里有何益处？”杨昱与李叔仁发兵攻击，斩杀姜神达和贼人四百多人，其余党羽四散逃走。元修义又以本官再加开府仪同三司、秦州都督、兼任尚书左仆射、西道行台、代理秦州刺史。正光六年，北魏中央军向汧城进发时，元修义因为患病在军中去世，正光六年五月十一日（525年6月17日）尸身返回京城。魏孝明帝元诩和灵太后悲痛悼念，诏令追赠元修义使持节、侍中、司空公、都督冀瀛沧三州诸军事、兼领冀州刺史，谥号文公。孝昌二年岁次丙午十月丁卯朔十九日乙酉（526年11月9日）迁葬于瀍水之东。

## 其他
神龟元年（518年）三月，于忠去世，有关部门上奏：“太常少卿元端议论，于忠刚强正直凶残暴戾，专断好杀人，根据谥法刚强忠正称‘武’，仗威妄为称‘丑’，应该谥为武丑公。太常卿元修义议论，于忠尽心侍奉皇上，铲除凶恶悖逆之人，依照谥法除去虚伪安定真诚称‘武’，日夜恭敬侍奉称‘敬’，谥武敬公。二卿的意见不同。”灵太后下令说：“可以依照正卿的议论。”

## 家庭

### 祖父
- 拓跋晃，北魏景穆皇帝[1]

### 父亲
- 拓跋天赐，北魏使持节、侍中、征西大将军、领护西戎校尉、仪同三司、涼州镇都大将、汝阴灵王[1]

### 兄弟姐妹
- 元逞，北魏齐州刺史
- 元思，北魏乐陵密王
- 元汎略，北魏平东将军、大宗正卿、光禄大夫、东燕县男
- 元固，北魏镇北将军、散骑常侍、金紫光禄大夫、太常卿
- 元兴，北魏宗正卿、侍中、开府仪同三司、安定二州刺史
- 元周安，北魏龙骧将军、通直散骑常侍、俊仪县男

### 夫人
- 卢兰，出自范阳卢氏，范阳郡太守卢兴宗孙女，幽州主簿卢延集之女[20]

### 子女
- 元子均，西魏开府仪同三司、安昌宣王
- 元洛神，嫁宜都文宣王穆寿曾孙穆彦[21]